# ストレンジ・アフェア
『ストレンジ・アフェア』（原題:Strange But True）は2019年に公開されたカナダのスリラー映画である。監督はローワン・アトリー、主演はエイミー・ライアンが務めた。本作はジョン・サールズが2005年に発表した小説『Strange But True』を原作としている。

## 概略
ある日、メリッサは恋人（ロニー）の家を訪れ、彼の子供を身ごもったと告げた。その話を聞いたロニーの母親（シャーリーン）と弟（フィリップ）は仰天した。と言うのも、ロニーは5年前に交通事故で亡くなっていたのである。当初、シャーリーンはメリッサの話を信じようとしなかったが、そこにはロニーの事故死の真相が隠されていた。

## キャスト
- エイミー・ライアン - シャーリーン・チェイス（吹替：長谷部香苗）
- マーガレット・クアリー - メリッサ・ムーディ（吹替：上條千尋）
- グレッグ・キニア - リチャード・チェイス（吹替：山本兼平）
- ニック・ロビンソン - フィリップ・チェイス（吹替：松尾桂介）
- コナー・ジェサップ - ロニー・チェイス（吹替：西野純一郎）
- ブライス・ダナー - ゲイル・アーウィン（吹替：葉瀬ふみの）
- メナ・マスード - チャズ（吹替：中井亮）
- ブライアン・コックス - ビル・アーウィン（吹替：佐々健太）
- ジャナヤ・スティーヴンス（英語版） - ピリア

## 製作
2017年5月、エイミー・ライアン、グレッグ・キニア、ニック・ロビンソン、マーガレット・クアリー、コナー・ジェサップ、ブライス・ダナーの出演が決まった。6月、メナ・マスードがキャスト入りした。2019年9月6日、フィルムトラックスが本作のサウンドトラックを発売した。

## 公開・マーケティング
2018年2月16日、CBSフィルムズが本作の全米配給権を獲得したとの報道があった。2019年6月22日、本作はエディンバラ国際映画祭でプレミア上映された。8月1日、本作のオフィシャル・トレイラーが公開された。

## 評価
本作に対する批評家の評価は平凡なものに留まっている。映画批評集積サイトのRotten Tomatoesには23件のレビューがあり、批評家支持率は57%、平均点は10点満点で6.59点となっている。また、Metacriticには6件のレビューがあり、加重平均値は56/100となっている。